# Сорокин, Николай Васильевич
Николай Васильевич Сорокин (29 декабря 1846, деревня Лазаревка Корочанского уезда Курской губернии — 29 марта 1909, Казань) — учёный-миколог, основоположник медицинской микологии в России. Своими работами Николай Васильевич оказал огромное влияние на развитие микологической науки. Главными научными трудами Николая Васильевича Сорокина являются: «Микологические очерки» (1870), «Заметки о некоторых насекомых» (1883), «О паразитах, наблюдаемых при дифтерите» (1882), «Растительные паразиты как причина заразных болезней человека и животных» (1882—1886).

## Биография
Николай Васильевич Сорокин родился 29 декабря 1846 года в деревне Лазаревка Корочанского уезда Курской губернии, православного вероисповедания, дворянского обер-офицерского звания; умер 23 марта 1909 г. в городе Казани. В Казани входил в Казанский Кружок Любителей Музыки (1881-1885), указан в некоторых афишах этого общества в субботних вечерах. 

## Образование
С 1858 г. (в 12 лет) начал обучение в Курской гимназии. Его первым учителем был А. М. Мизгер − автор книг «Конспект растений дикорастущих и разводимых в Курской губернии» и «Руководство к рациональному способу гербаризации». Благодаря общению с этим человеком, ещё в детские годы Николай Васильевич увлекся ботаникой.
В 1865 г. после окончания гимназии Н. В. Сорокин поступает на естественное отделение физико-математического факультета Харьковского университета. Его научным руководителем был ректор университета, профессор ботаники А. С. Питра. Именно под влиянием своего научного руководителя Н. В. Сорокин пристрастился к изучению так называемых «тайнобрачных», и в частности, к изучению грибов и низших организмов.
Н. В. Сорокин закончил обучение в университете в 1869 г., когда ему исполнилось 23 года. После окончания обучения его оставили хранителем ботанического кабинета при университете. 12 сентября 1869 года Н. В. Сорокин был избран сотрудником Общества испытателей природы при Императорском Харьковском университете, а 3 декабря того же года по предложению А. С. Питра он был избран в действительные члены общества. На заседании Совета университета 18 ноября 1869 году в свои 23 года был удостоен степени кандидата по отделению естественных наук. В этом же году учёный сделал своё первое сообщение о работе «Хламидоспоры у Radulim quercinum» на съезде русских естествоиспытателей в Москве. На протяжении двух лет по окончании учёбы в университете Николай Васильевич работал хранителем ботанического кабинета, а затем в 1871 году защитил диссертацию «Микологические очерки» и получил степень магистра ботаники. Летом того же года 1871 года на Киевском съезде естествоиспытателей он сделал 3 научных доклада по микологии: о новом роде грибка Walzia, о новом виде Synchytrium, заметка о Fusisporium sanguineum.
После защиты магистерской диссертации Н. В. Сорокин был избран доцентом кафедры ботаники Казанского университета и переехал в Казань. В адрес- календаре М.Н. Пинегина указано, что он жил на Ново-Комиссаариатской улице, дом Федоровой, был в 1890 г. доктором (указано: д-р) ботаники и действительным статским советником. 31 мая 1871 года Николай Васильевич был избран в Императорский Казанский университет доцентом второй кафедры ботаники. В 1873 году Н. В. Сорокин был командирован за границу, где прошёл стажировку у известных микологов Антона де Бари (Страсбург) и Винченцо де Чезати (Неаполь). По возвращении из командировки в 1874 г. он защитил докторскую диссертацию «Обозрение группы Siphomycetes» и был избран экстраординарным профессором кафедры ботаники Казанского университета. В 1885 году Николай Васильевич получил звание ординарного профессора. С 13 ноября 1896 года Николай Васильевич до конца жизни состоял в звании заслуженного профессора.

## Экспедиции
Н. В. Сорокин активно участвовал в экспедициях с целью изучения грибов. Первой из таких поездок была в 1869 году в окрестности города Харькова, в города Белгород и Хорошево, во время которых он описал 43 вида грибов, в том числе впервые обнаружил инсектопатоген Helicostylium muscae; в 1872 году участвовал в экспедиции на Северный Урал; в 1878 году по приглашению Великого князя Николая Константиновича был Кара-Кумах, в том же году осуществил поездку в Южную Францию; в 1879 году в Среднюю Азию вместе с его высочеством, где они посетили Ташкент, Самарканд, Бухару, Петро-Александровск откуда через Кызылкумы, Казалинск, Оренбург вернулся в Казань. За это путешествие Н. В. Сорокин был высочайше награждён бриллиантовым перстнем.
В 1884 г. Николай Васильевич осуществил поездку на русский Тянь-Шань; на основании отчёта о результатах поездки был избран действительным членом Русского Географического Общества и награждён серебряной медалью. В 1890 г. на Кавказе исследовал болезни винограда. Эту работу («О некоторых болезнях винограда и других растений Кавказского края») упоминает Ячевский Артур Артурович в своем капитальном труде «Основы микологии». В 1893 году Сорокин осуществил вторую поездку на Северный Урал, в 1901 — четвёртый раз посетил Среднюю Азию (в том числе Ашхабад и Кушку (теперь Серхетабат).

## Научная деятельность
Н. В. Сорокин активно сотрудничал с ведущими микологами своего времени. В частности, он вел постоянную переписку и обмен гербарными образцами с известным итальянским микологом Пьером Андреа Саккардо. Во время экспедиции по Южно-Уссурийскому краю обнаружил образец фитопатогенного гриба, не принадлежавший к числу известных видов. Этот образец был выслан на проверку Пьеру Андреа Саккардо и тот подтвердил новизну находки. Саккардо назвал новый вид в честь Сорокина — Helminthosporium sorokinianum. Описание вида Helminthosporium sorokinianum было опубликовано Сорокиным в статье «О некоторых болезнях культурных растений Южно-Уссурийского края» в 1890 г. Как выяснилось позднее этот вид оказался опасным и широко распространенным паразитом хлебных злаков и в настоящее время известен под названием Bipolaris sorokiniana.

Не менее важным был и вопрос, поставленный Сорокиным, находятся ли микроорганизмы в теле человека и животных в нормальных случаях, то есть когда исследуемые органы совершенно здоровы? Он пишет: 

«Раньше мы видели, что в лёгких и кишечном канале необходимо должны существовать как шизомицеты, так и плесени (то есть их органы размножения). Попадают они туда с воздухом, вдыхаемым лёгкими, и с пищею, которую принимают. Количество грибков и в том и в другом случае бывает весьма значительно, смотря по обстоятельствам, и, тем не менее, животный организм остается здоровым».

Ещё тогда Сорокин подошёл к пониманию структуры и функций иммунной системы. Однако, работы Ильи Мечникова были оценены после смерти Николая Васильевича.

Сорокин не сомневался в том, что без 

«…грибов немыслимо гниение, невозможно брожение и только в немногих случаях это общее правило имеет исключение …, оказывается, что при многих инфекционных болезнях человека и животных находят низшие формы грибов и что они есть не следствие, а причина эпидемий. Одним словом, эти мелкие растеньица, приносят человеку и пользу и вред».

Описал грибы — возбудители инфекционных заболеваний, такие как Oidium (ныне Candida), Achorion Schoenleinii, ряд видов из родов Trichophyton, Microsporum, Penicillum, Aspergillus, Cladosporium, Mucor и пр. Он не обошёл стороной некоторые элементы клинической микологии, например, в отношении Candida albicans, способного поражать систему пищеварения, женские половые органы, соски молочных желез; в отношении грибов, повреждающих ногти и волосы и обнаруживаемых при eczema marginatum; в отношении Mucor spp., связанных с заболеваниями ушей.
Часть работ Н. В. Сорокина посвящена бактериям, в которых автор подчеркивает трудности, с которыми сталкивался он в процессе работы в Казани. Н. В. Сорокин писал:

«Если Германия не жалеет денег на устройство микологических станций, если Франция открыла „неограниченный кредит“ Пастеру для исследования причин заразительных болезней, то следовало бы и нам, хотя бы из подражания, если уж не из сознания необходимости устроить хоть нечто подобное, менее грандиозное. К сожалению, мы имеем только одну такую станцию, честь её устройства принадлежит доктору А. В. Пелю, который нарочно ездил для этого учиться к Коху. В лаборатории этой уже произведены, как мы это видели, весьма интересные исследования над загрязнениями воды в Неве и каналах Петербурга»

.
Н. В. Сорокин обращался в Казанское общество врачей с тем, чтобы организовать в городе Казани станцию для санитарных и патологических исследований, но тогда это оказалось безрезультатным. Ни земство, куда он обращался, ни Совет университета не сочли возможным удовлетворить его за отсутствием средств

## Педагогическая деятельность
Николай Васильевич вел активную педагогическую деятельность. В предисловии к первому выпуску своего четырёхтомника о растительных паразитах человека и животных как причине заразных болезней (1882) Николай Васильевич писал: 

«Со времени моего поступления на кафедру ботаники в Казанском университете я, кроме специального курса читаемого гг. студентам-натуралистам, имел честь преподавать краткий курс упомянутой науки, наиболее применимый для медиков и фармацевтов. С открытием у нас ветеринарного института, к числу моих слушателей прибавились еще и гг. ветеринары».

Таким образом, в России, Н. В. Сорокин впервые начал университетское преподавание общей и медицинской микологии. В те годы не было руководств по патогенным микроорганизмам, что побудило Н. В. Сорокина к написанию и изданию в 1877 году руководства под названием «Основы микологии с обозрением учения о заразных болезнях», который является первым русскоязычным учебником, объединившим данные микологии и фитопатологии. Также им было составлено пособие «Морфология споровых растений», в котором детально отражено разнообразие строения грибов. В 1878 г. были выпущены вторым изданием его сокращенные «литографические записки».
Николай Васильевич писал, что нет сочинений по «паразитарной теории» на русском языке и

«я считал бы себя вполне удовлетворенным, если мой скромный труд мог принести хоть небольшую долю пользы» (1882).

  Свою работу он оценивал как опыт систематизации 

«того хаоса, который существует в литературе по растительным паразитам. По своему содержанию книга не предназначена только для врачей и ветеринаров, она может служить некоторым подспорьем для всякого натуралиста, занимающегося растительными паразитами».

## Интересные факты
В 1866 г. Н. В. Сорокин стал автором первой русской книги по аквариумистике («Пресноводный аквариум, или Комнатный садик для водных растений и животных» Архивная копия от 21 августа 2016 на Wayback Machine). Книга переиздавалась дважды — в 1887 и 1898 годах. После выхода первого издания «аквариумы обратили на себя внимание публики», причём, по сведениям автора, многие любители соорудили аквариумы, руководствуясь его книгой. Интересно, что автор абсолютно не касался проблем разведения ставших модными в то время тропических рыб, полагая, что в аквариуме должны жить обитатели родной природы .

## Список научных трудов
- «Микологические очерки» (1870)
- «О паразитах, наблюдаемых при дифтерите» (1882)
- «Заметки о некоторых насекомых» (1883)
- «Растительные паразиты как причина заразных болезней человека и животных» (1882—1886)
- «Основы микологии с обозрением учения о заразных болезнях». (1877)